# Ла Форс, Арман-Номпар де Комон
Арман-Номпар де Комон, герцог де Ла Форс (фр. Armand Nompar de Caumont, duc de La Force; около 1585 — 16 декабря 1675) — маршал Франции и пэр Франции.
Арман-Номпар родился в семье маршала Франции Жак-Номпара де Комона, герцога де Ла Форса, и Шарлотты де Гонто, дочери маршала Армана де Гонто-Бирона. Арман-Номпар, как и его отец, принадлежал к протестантам.
Имея поначалу титул маркиза де Ла Форс, Арман-Номпар после смерти своего отца (1652 год) стал герцогом де Ла Форс. В 1637 году он был назначен на должность Распорядителя гардероба короля (фр. le maître de la garde-robe), войдя в число высших сановников королевского двора Франции.
Он принимал участие в сражениях королей Людовика XIII и Людовика XIV в Италии и Германии, и получил от короля-солнца звание маршала Франции в 1652 году.
Арман-Номпар был женат на Жанне де Рошефатон (фр. Jeanne de Rochefaton), даме де Савей, и в этом браке у них было двое детей:
- Шарлотта де Комон (1623—1666), вышла замуж за маршала Тюренна в 1651 году, детей не было.
- Жак де Комон (1633—1661), детей не было

Жанна де Рошефатон скончалась в 1667 году. Арман-Номпар 12 декабря того же года взял в жёны 17-летнюю Луизу де Бельсюнс, которая скончалась от оспы 7 декабря 1680 года. В этом втором браке детей не было.
Арман-Номпар умер в фамильном имении Ла Форс 16 декабря 1675 года, не имея на момент смерти прямых наследников. Титул герцога де Ла Форс перешёл к его младшему брату Анри-Номпару.